# 速水秀之
速水 秀之（はやみ ひでゆき、1990年4月4日 - ）は、日本の男性声優。東京都出身。既婚者。

## 人物
以前はケンユウオフィス、アミュレートに所属していた。
同じ声優業の速水奨は叔父で、五十嵐麗は叔母。なお、叔父である奨とは養子縁組をしていることから養父母でもある。
趣味は野球、ゲーム、猫と遊ぶこと。音域はテノール。資格は英検準2級、漢検準2級。

## 出演
太字はメインキャラクター。

### テレビアニメ
- 07-GHOST（2009年、兵士、軍人）
- 花咲ける青少年（2009年、由依の弟）
- WHITE ALBUM（2009年、部員A、演劇サークル部員）
- おおきく振りかぶって 〜夏の大会編〜（2010年、石川哲郎）
- ちゅーぶら!!（2010年、男子生徒）
- FAIRY TAIL（2010年、ラクサス〈少年時代〉、ラハール〈初代〉）
- ジュエルペット てぃんくる☆（2011年、イプシロン）
- 遊☆戯☆王ZEXAL（2011年、デュエリスト、少年）
- RDG レッドデータガール（2013年、瀬谷和人）
- 中二病でも恋がしたい!戀（2014年、生徒）

### OVA
- 間の楔 第2期（2012年、ペットA）
- この男子、宇宙人と戦えます。（2012年、通る）

### ゲーム
- RealRode -リアルロデ-（2008年、怠惰なるゼクダ）
- ガチトラ! 〜暴れん坊教師 in High School〜（2011年、男子生徒）
- ルーンファクトリー オーシャンズ（2011年、ビスマルク）

### ドラマCD
- 夏目漱石 心（学生）
- ミッシング・ロード〜世界を越えて君を呼ぶ〜（シャウル・カステラン）
- Roots26 S（suite）（学生）

### 吹き替え

#### 映画
- 英国王のスピーチ（バレンタイン）
- ストリートダンス/TOP OF UK（エディー）
- パウロ
- ヘンリー・アンド・ザ・ファミリー（ブライアン〈オースティン・マクドナルド〉）
- 燃えよ!ピンポン（少年ランディ）
- U.M.A レイク・プラシッド ファイナル（マックス）

#### ドラマ
- iCarly
- ALCATRAZ/アルカトラズ
- イタズラなKiss
- NCIS 〜ネイビー犯罪捜査班
- エレメンタリー ホームズ&ワトソン in NY
- グッド・ワイフ
- ゲーム・オブ・スローンズ シーズン4、5（トメン・バラシオン〈ディーン＝チャールズ・チャップマン〉）
- ケネディ家の人びと（テディ）
- コバート・アフェア シーズン2（チャーリー）
- サニーwithチャンス
- The O.C.（エリック）
- CSI:科学捜査班（ウィル）
- ジェシー!（トニー）
- 私立探偵ヴァルグ
- 跳べ!ロックガールズ〜メダルへの誓い（ディモン）
- ドリームハイ2（チョン・ウィボン〈Jr.〉）
- トゥルーブラッド
- ナース・ジャッキー（ウォーカー）
- PERSON of INTEREST 犯罪予知ユニット（ウィル）
- ハリーズ・ロー 裏通り法律事務所
- 分別と多感（ウィロビー〈ドミニク・クーパー〉）
- ボードウォーク・エンパイア 欲望の街
- BONES（ジェームズ）
- ボストン・リーガル（ジェーソン）
- ボルジア家 愛と欲望の教皇一族
- ボルジア 欲望の系譜
- 負けたくない!
- ユーリカ シーズン4
- レイ・ドノヴァン ザ・フィクサー（コナー・ドノヴァン〈デヴォン・バグビー〉）

#### アニメ
- チャギントン（エディ）

### CM
- きたざわでんき
- ニチレイ
- 日清オイリオ2003
- NIN×NIN 忍者ハットリくん THE MOVIE

### PV
- B'z 野性のENERGY

### その他コンテンツ
- S.S.D.S. 〜Super Stylish Doctors Story〜（院内アナウンス）
- 東芝（音声）